# 2514 Taiyuan
A 2514 Taiyuan (ideiglenes jelöléssel 1964 TA1) a Naprendszer kisbolygóövében található aszteroida. A Bíbor-hegyi Obszervatóriumban fedezték fel 1964. október 8-án.